# Šifrová jeskyně
Šifrová jeskyně nazývaná také Břidlicový důl Lašťany je umělý podzemní prostor (bývalý důl a lom na ušlechtilou břidlici), který se nachází severovýchodně od vesnice Pohořany části vesnice Dolany v Domašovské vrchovině v  pohoří Nízký Jeseník v okrese Olomouc v Olomouckém kraji. Šifrová jeskyně je také hibernakulem několika druhů zákonem chráněných netopýrů a vrápenců, kterých zde bývá kolem deseti druhů. Důlní činnost zde byla zahájena v 2. polovině 19. století. Délka štoly je do 150 m. Vstup do jeskyně není povolen a od roku 2009 je zajištěna ochranou mříží.
V okolí jeskyně se nachází výrazná halda, která je místy zpevněná valem z naskládaného kamení.
Na konci druhé světové války, v dobách bombardování Olomouce, Šifrová jeskyně sloužila jako kryt některým rodinám z Bělkovic.

## Další informace
Pod Šifrovou jeskyni vede turistická značka z kopce Jedová přes bývalou formanskou hospodu Horní Bouda, kolem studánky U Šifrové jeskyně a dále do Bělkovického údolí a obce Bělkovice-Lašťany.
Severovýchodně se nachází Teplá díra (přírodní výchoz teplého vzduchu ohřátý sopečnou činností) a severo-severovýchodně se nachází zaniklý středověký hrad Tepenec.

## Galerie

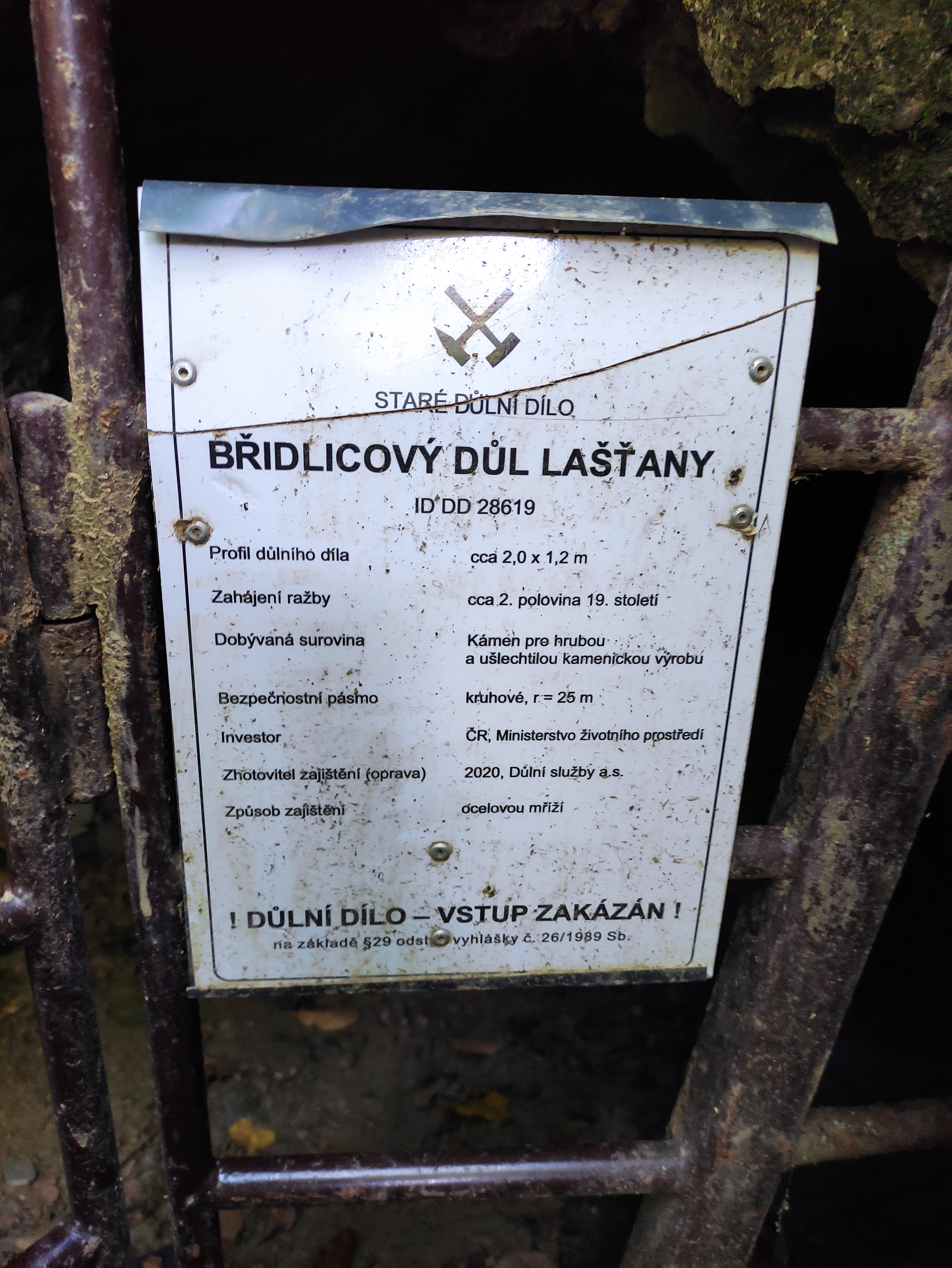
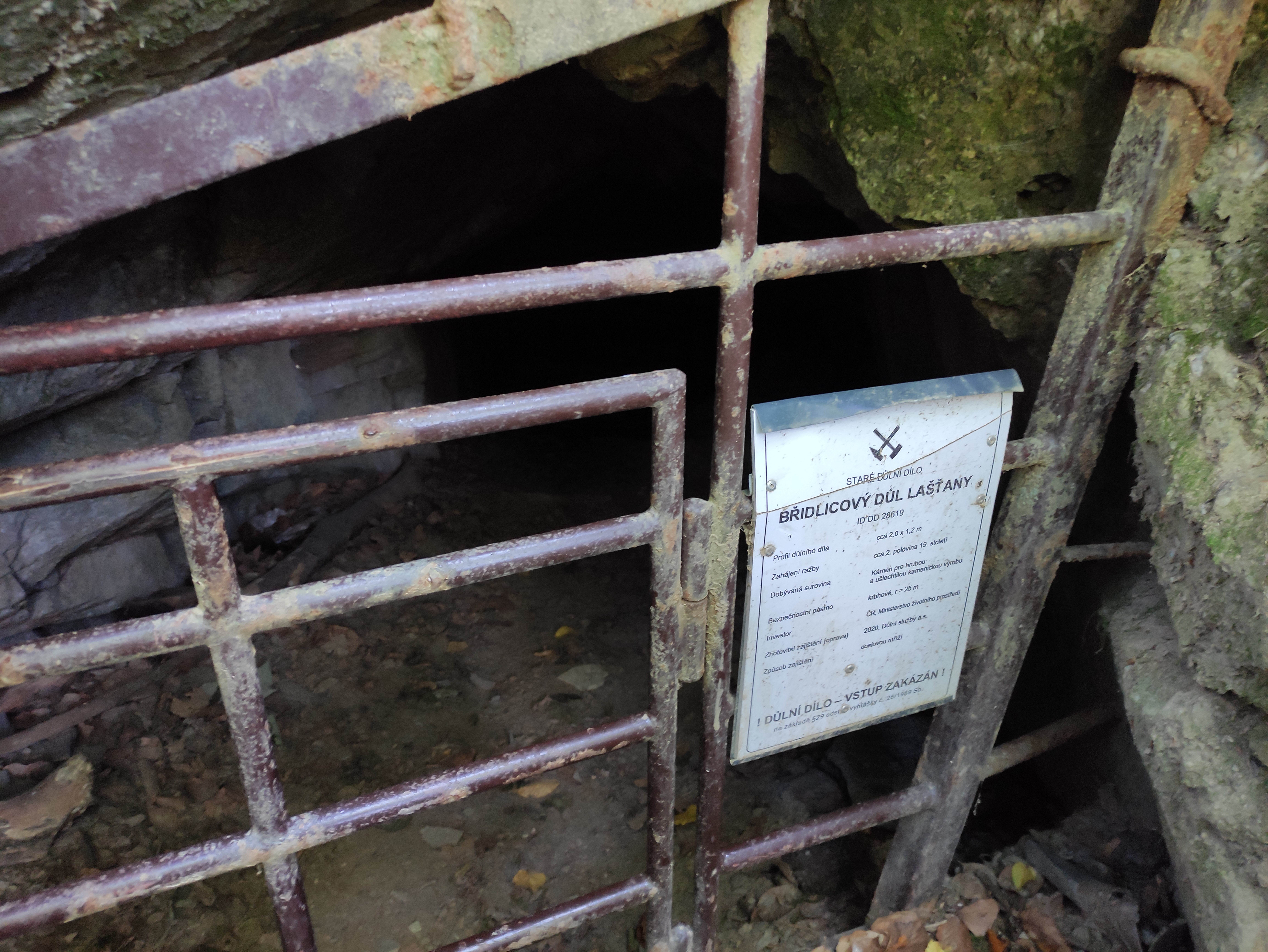
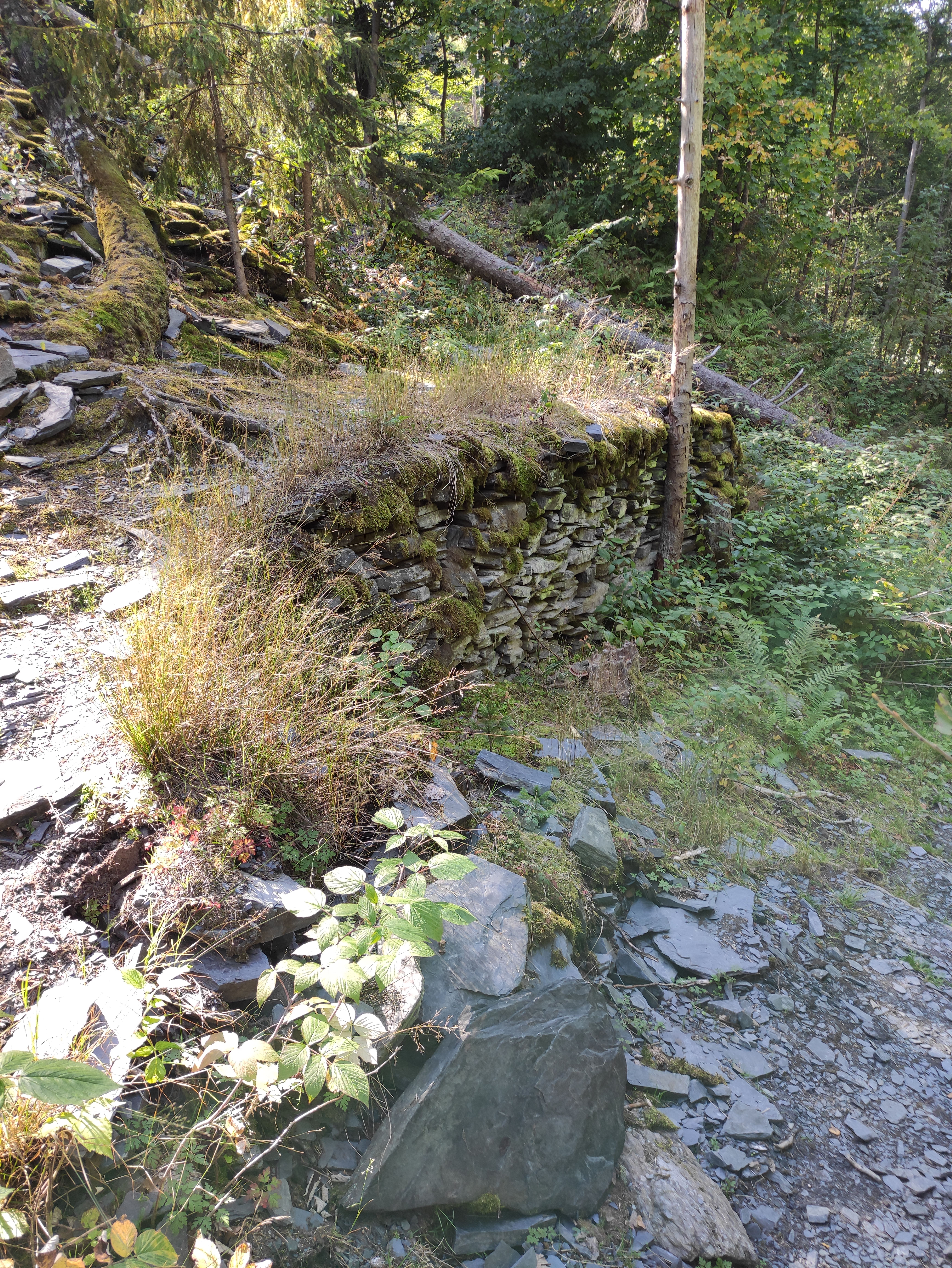
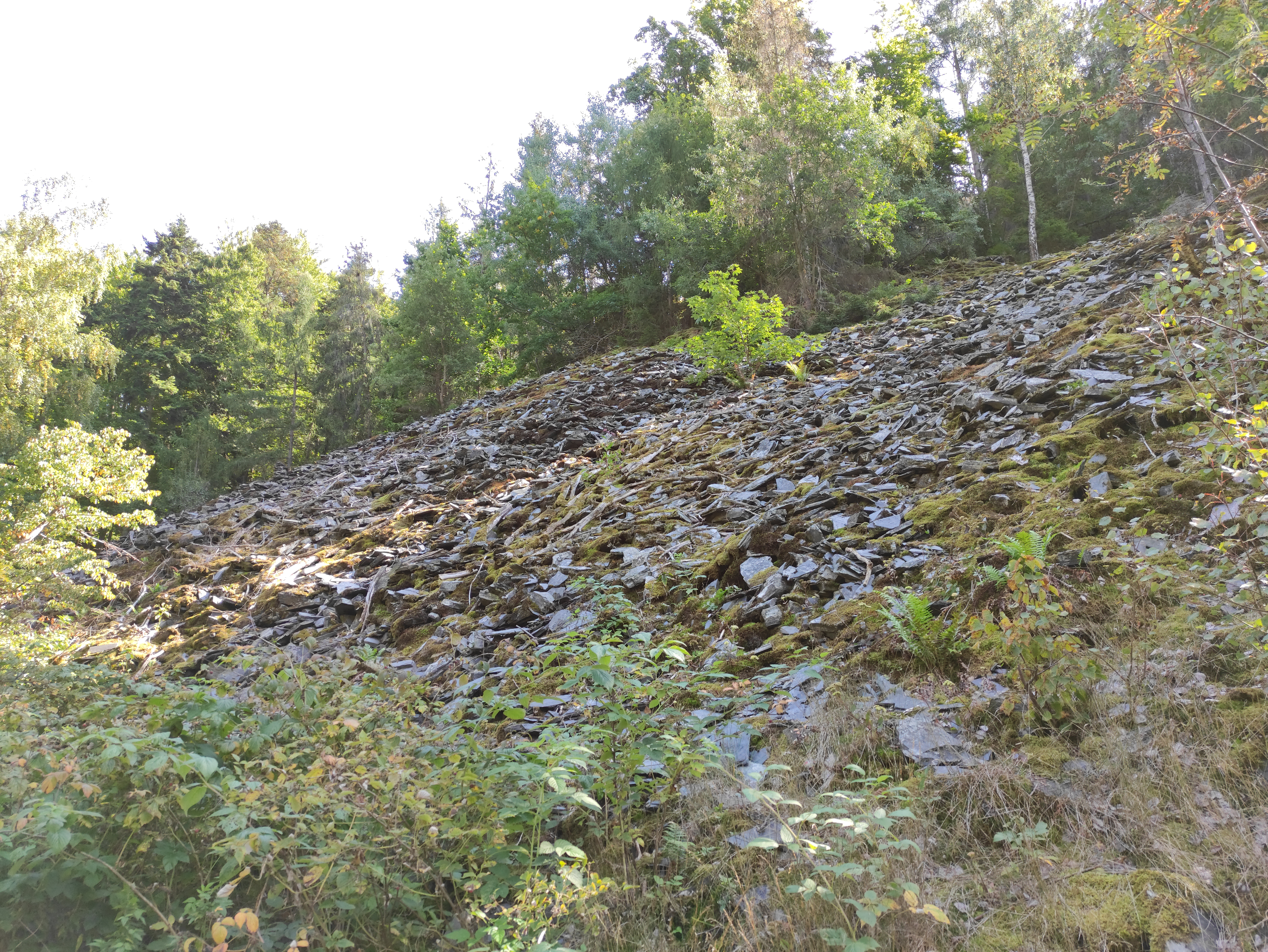